# Nelson Carrilho

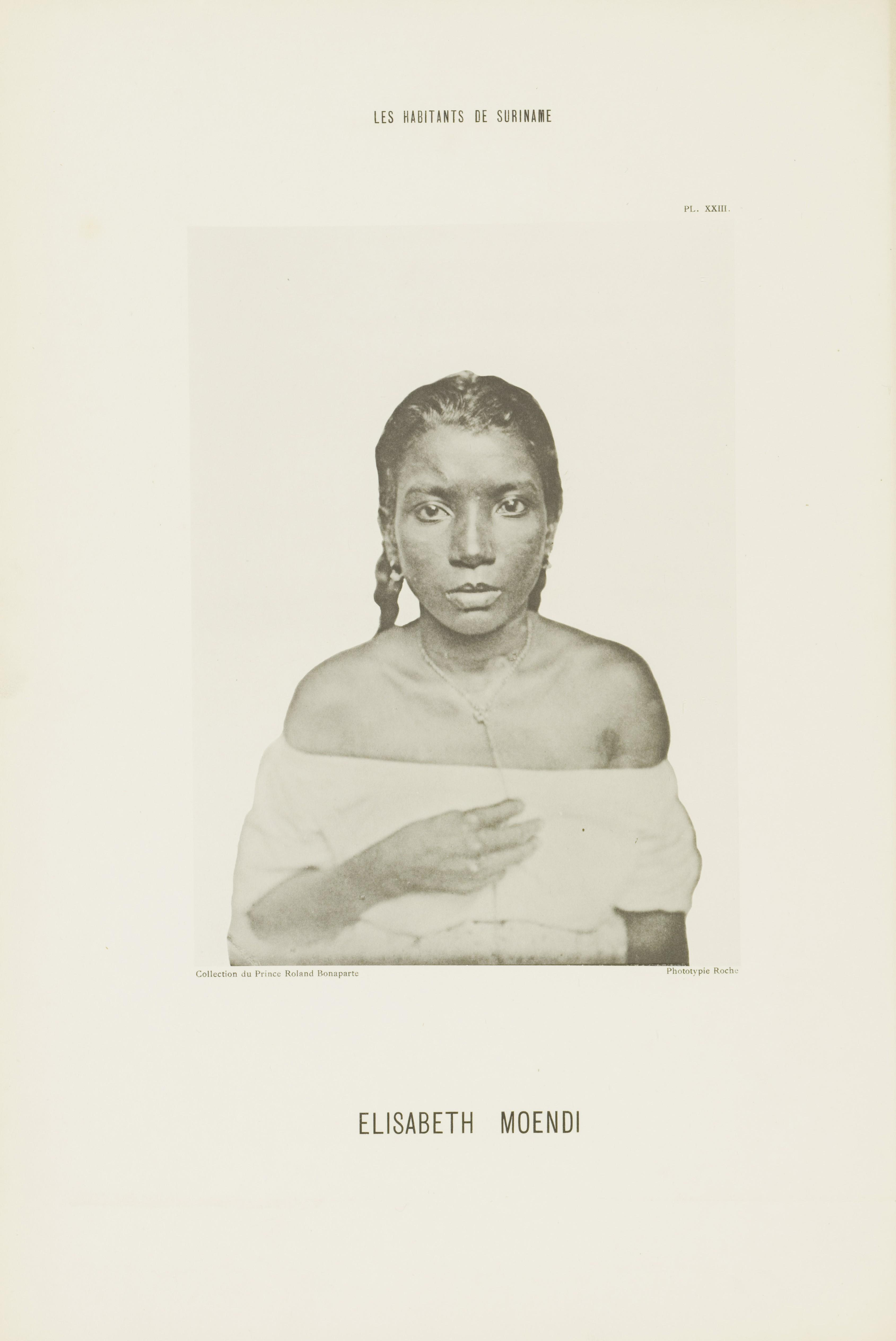
Elisabeth Moendi (1883)

Nelson Samuel Carrilho (Willemstad (Curaçao), 30 maart 1953) is een Nederlands kunstenaar van Antilliaanse komaf.

## Privé
Hij is zoon van de Surinaamse vader en Antiguaanse moeder (Daisy), wonende in Domi, letterlijk onder de rook van de raffinaderij van Koninklijke Shell.  
Carrilho stamt af van Elisabeth Moendi, een van de vrouwen die “tentoongesteld” werd tijdens de Wereldtentoonstelling 1883 op het Musuemplein, die de officiële titel Internationale Koloniale en Uitvoerhandel Tentoonstelling droeg. Zij en haar dochter Henriëtte werden daarbij op foto vastgelegd als zijnde een object binnen “Surinaamsche mensenrassen” (Carrilho omschrijft het als Human zoo). In zijn werkplaats heeft Carrilho een altaar ingericht, waarbij een door zijn zus gevonden foto prijkt (zie rechts).

## Biografie
Het gezin trok in 1964 naar Nederland en vestigde zich in Osdorp, Amsterdam waar het gezin direct geconfronteerd werd met discriminatie. Moeder voelde zich er niet thuis en raakte in een psychose. Hij ging aldaar naar de middelbare school (Hervormde MULO Osdorp) en Zaltbommel (Rijksscholengemeenschap Buys Ballot) (1966-1973). In 1968 maakte het gezin een slechte periode door toen na de moord op Martin Luther King rasgerelateerde ongeregeldheden uitbraken in Bronx waarbij huizen van zwarte mensen in brand werden gestoken; familie woonde in die wijk. Aansluitend ging hij studeren aan Academie voor Beeldende Kunsten Artibus. (1974-1980). In 1982 opende hij zijn eigen atelier in de Tuinstraat in de Amsterdamse Jordaan.
Naar eigen zeggen zijn de drie belangrijkste beelden: Mama Baranka in het Vondelpark (1984), Dragers van verre (Westerpark, 1989) en The other face in San Ferdinando (2022, Italië). Verder staat in Amsterdam nog zijn beeldje met voetballer Steve van Dorpel in het Nelson Mandelapark. Hij omschrijft zijn stijl als een combinatie van Antilliaanse komaf en Nederlandse opleiding.
Carrilho geeft voorts dansles en danste in 'Dansgroep Flamboyant". Hij geeft ook geschiedenisles met name over de Tweede Wereldoorlog.  

### The other face
The other face (L’altra faccia; Il monumento per Soumaila Sacko) is een beeld dat Carrilho maakte in Calabrië. Het beeld van vijf meter hoog kwam na een verzoek van de Italiaanse activist Chiara Scolastica Mosciatti ter ere van Soumaila Sacko, een in 2018 aldaar omgebrachte Malinees, die op zoek was naar beschutting voor zijn hut in de sloppenwijk. Het krijgt in 2023 gezelschap van een grote versie van Dragers van verre.

## Beelden over slavernij
Carrilho zet zich af tegen de meeste slavernijbeelden waarbij de zwarte mens (nog) steeds als slaaf is afgebeeld. Terwijl de slavernij in 1873 werd afgeschaft wordt de zwarte mens nog steeds vaak geketend afgebeeld. Carrilho wil meer het voorbeeld volgen van de Franse beweging Négritude, Black Panther, Nina Simone ("To be young, free and gifted") en James Brown ("Say it loud: black and I’m proud"). Hij wil geen slachtofferschap meer, maar kracht. Daarmee maakt hij een vergelijking met de beelden van “witte” leiders, trots al dan niet zittend op een paard, de wereld regelend.